# Alija

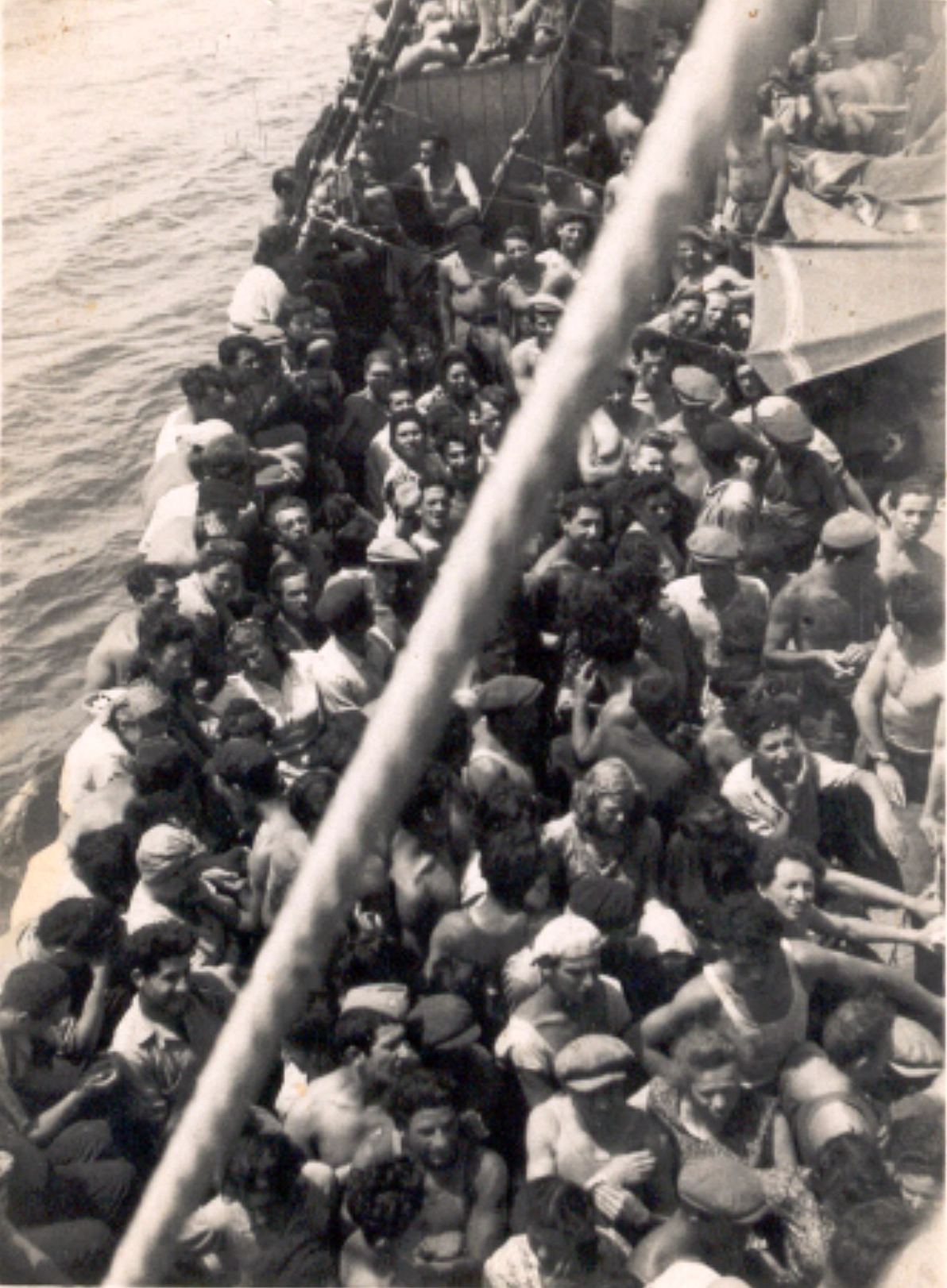
Zsidó visszatérők egy menekülthajó fedélzetén (feltehetően a Hatikva vagy Mered Hagetaot), 1947. május

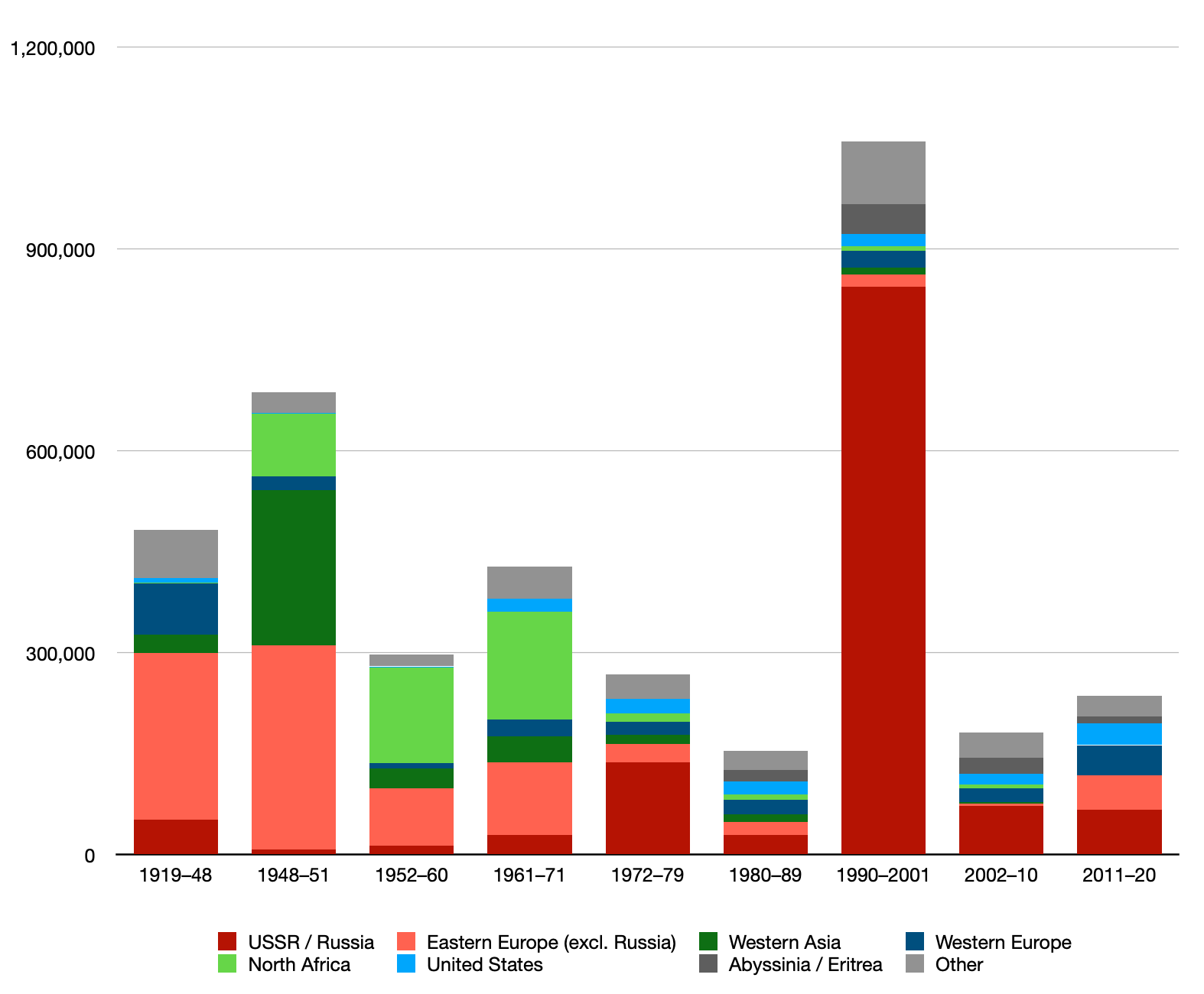
A Palesztinába és Izraelbe való bevándorlás (Aliyah) 100 éve 1919 és 2020 között

Az alija (עלייה) Izrael földjére, illetve 1948 óta Izrael államba történő zsidó bevándorlást jelenti. Ellentétére, az onnan történő kivándorlásra a jerida szót használják. Bárki jogosult az alijára, akinek legalább egy zsidó nagyszülője van. Az alijázók többségét azonban nem ismerik el zsidónak a zsidó vallási törvények alapján. Izraelben több százezer „vallástalan” besorolású állampolgárt tartanak számon.
Az alijázás "felmenetelt" jelent. Ld.: Jeruzsálembe való felmenetel, Cion hegyére való felmenetel.
A héber nyelvben két jelentése van az alija szónak: az egyik, amikor a saját neveden szólítva felhívnak a Tórához, és a másik, amikor valaki alijázik, vagyis Izraelbe költözik. A közös a kettőben, hogy amikor eldöntöd, hogy Izraelbe jössz, és itt szeretnél lakni, az azért van, mert az Örökkévaló a neveden szólított.
Az alija a cionizmus egyik központi fogalma, ami végül Izrael Visszatérési Törvényében (Chok Hásvut) csúcsosodott ki, ami bármely zsidó számára széleskörűen engedélyezett jogot biztosít az Izrael államban történő letelepedésre, az ehhez nyújtott állami segítséghez, valamint az automatikus izraeli állampolgársághoz. Az alijázó zsidókra az olé szót használják (többes számban olim, vagy olot). Sok zsidó az Ígéret Földjére való visszatérésként tekint az alijára, ami Isten Ábrahám, Izsák, és Jákob prófétáknak tett ígéretének beteljesülése. Egyes vélemények szerint az alija a 613 micvából is levezethető.